# オキちゃん
オキちゃん（おきちゃん）は、1975年（昭和50年）に開催された沖縄国際海洋博覧会のマスコット。
モチーフはオキゴンドウないしバンドウイルカ。海洋博覧会のために捕獲・選抜された15匹のイルカがオキちゃんと命名され、会場内で行われたイルカショーに出演した。本キャラクターはこのイルカを擬人化したキャラクターである。また国営沖縄記念公園水族館(現:沖縄美ら海水族館)で飼育されているミナミバンドウイルカにもオキちゃんと名付けられている。
平面画のデザイナーは亀倉雄策。

## 概要
イルカであるが二足歩行する。手は鰭である。背中は青く腹部は白い。
恋人のオキ子ちゃんなど関連キャラクターも作られた。
会場内のかりゆし広場ではテンガロンハットをかぶりスカーフを巻いたオキちゃんの着ぐるみが登場し、関連キャラが子供たちと握手する写真も残っている（「海　その望ましい未来」P135）。

## 現況
イベント終了後の動向に関する公式設定は不明。
オキちゃんの名前は沖縄美ら海水族館に隣接するイルカショーの「オキちゃん劇場」としてイベント終了後も残っている。